# Draft 1950 de la NBA
1949 1951
La draft 1950 de la NBA est la 4e draft annuelle de la National Basketball Association (NBA), se déroulant en amont de la saison 1950-1951. Elle s'est tenue le 25 avril 1950 à Chicago. Cette draft se compose de 12 tours avec 121 joueurs sélectionnés,. Ce fut la première draft après la fusion entre la Basketball Association of America et la National Basketball League, ce qui en fait la première « vraie » draft de la NBA.
Lors de cette draft, 12 équipes de la NBA choisissent à tour de rôle des joueurs évoluant au basket-ball universitaire américain. Les deux premiers choix de la draft se décident entre les deux équipes arrivées dernières de leur division lors de la saison 1949-1950. Les équipes NBA avaient la possibilité, avant la draft, de sélectionner un joueur qui venait d'un lycée à moins de 80 kilomètres de la ville et abandonnèrent alors leur premier choix, il s'agit du territorial pick.
Le premier choix fut Chuck Share. Quatre futurs Hall-of-Famers furent issus de cette draft: Paul Arizin, Bob Cousy, George Yardley et Bill Sharman.
Les Stags de Chicago participent à cette draft, mais font faillite avant que la saison ne commence. Le 6e choix, Irwin Dambrot, n'a jamais joué en NBA et a opté pour un métier de dentiste. Chuck Cooper est le premier joueur noir drafté par une équipe NBA, au 12e rang. Earl Lloyd est le deuxième joueur noir, sélectionné au 100e rang de la draft. Loyd deviendra le premier joueur noir à disputer un match NBA, le 31 octobre 1950, un jour avant Chuck Cooper.

## Draft
| ^ | Signale un joueur qui a été intronisé au Basketball Hall of Fame                                                                |
| * | Signale un joueur qui a été sélectionné pour au moins un match annuel NBA All-Star Game et une récompense annuelle All-NBA Team |
| m | Signale un joueur qui a remporté le titre de MVP                                                                                |

### Territorial pick
| Rang | Joueur       | Nationalité | Équipe NBA               | Université |
| ---- | ------------ | ----------- | ------------------------ | ---------- |
| TP   | Paul Arizin^ | États-Unis  | Warriors de Philadelphie | Villanova  |

### Premier tour
| Rang | Joueur          | Équipe NBA                | Université       |
| ---- | --------------- | ------------------------- | ---------------- |
| 1    | Chuck Share     | Celtics de Boston         | Bowling Green    |
| 2    | Don Rehfeldt    | Bullets de Baltimore      | Wisconsin        |
| 3    | Bob Cousy^ m    | Blackhawks des Tri-Cities | Holy Cross       |
| 4    | Dick Schnittker | Capitols de Washington    | Ohio State       |
| 5    | Larry Foust*    | Stags de Chicago          | La Salle         |
| 6    | Irwin Dambrot   | Knicks de New York        | CCNY             |
| 7    | George Yardley^ | Pistons de Fort Wayne     | Stanford         |
| 8    | Bob Lavoy       | Olympians d'Indianapolis  | Western Kentucky |
| 9    | Joe McNamee     | Royals de Rochester       | San Francisco    |
| 10   | Kevin O'Shea    | Lakers de Minneapolis     | Notre Dame       |
| 11   | Don Lofgran     | Nationals de Syracuse     | San Francisco    |

### Deuxième tour
| Rang | Joueur          | Équipe NBA                | Université             |
| ---- | --------------- | ------------------------- | ---------------------- |
| 12   | Chuck Cooper^   | Celtics de Boston         | Duquesne               |
| 13   | John Pilch      | Bullets de Baltimore      | Wyoming                |
| 14   | Ed Dahler       | Warriors de Philadelphie  | Duquesne               |
| 15   | Ed Gayda        | Blackhawks des Tri-Cities | Washington State       |
| 16   | Bill Sharman^   | Capitols de Washington    | USC                    |
| 17   | Wally Osterkorn | Stags de Chicago          | Illinois               |
| 18   | Herb Scherer    | Knicks de New York        | Long Island University |
| 19   | James Riffey    | Pistons de Fort Wayne     | Tulane                 |
| 20   | Paul Unruh      | Olympians d'Indianapolis  | Bradley                |
| 21   | George Stanich  | Rochester Royals          | UCLA                   |
| 22   | Hal Haskins     | Lakers de Minneapolis     | Hamline                |
| 23   | Gerry Calabrese | Nationals de Syracuse     | St. John's             |